# Celina Dubin
Celina Dubin (Buenos Aires, 24 de marzo de 1915 - 4 de junio de 2010) fue una artista y pintora argentina.

## Biografía
Celina Dubin nació en Buenos Aires el 24 de marzo de 19145. Estudio en la Universidad de Buenos Aires la carrera de arquitectura, abandonando a pesar de haber ganado premios como alumna. Terminó los estudios universitario con el título de psicóloga. Sin embargo, es más conocida por su trabajo artístico, en el cual logró plasmar parte de sus estudios en su mirada creativa y estilo particular. Estudio arte en el taller E. Capacasa e Historia del Arte con Eva García. En general, sus obras se caracterizaron por un uso equilibrado de los colores y la habilidad compositiva,  junto con el dibujo de paisajes y figuras humanas con gran detalle, y el uso de un juego entre el primer plano y la perspectiva del fondo en armonía.
Expuso de forma individual sus trabajos en varias varias galerías de Buenos Aires; y en muestras colectivas en la Argentina y en otros países, como Uruguay, México, Francia, Siria, Italia, Perú, España y Cuba.
En el año 2002 ganó el Primer Premio de la Asociación del Personal Superior de Empresas de Energía (APSEE), así como el Segundo Premio en el Centro de Arte Argentino Nuevo Abasto. Su trayectoria también fue reconocida por medio del Premio Schering Argentina.
Falleció el 4 de junio del 2010.